# حسن تفتيان
حسن تفتيان من مواليد 1993 مايو 4 ولد في مدينة تربت حيدرية وهو عداء ايراني مثّل بلاده في بطولتين عالميتين في الهواء الطلق وأخرى في الداخل.
فاز بالميدالية الذهبية في مسافة 100 متر في بطولة آسيا لألعاب القوى للناشئين 2012 في كولومبو، سريلانكا في تاريخ 8 يوليو 2017 اصبح اول لاعب قوى ايراني يفوز بالميدالية الذهبية لمسافة 100 متر في بطولة آسيا لألعاب القوى بعد الانتهاء بزمن قدره 10.25 ثانية في بطولة آسيا لألعاب القوى 2017 في بوبانسوار، الهند . 

## روابط خارجية
1. Hassan TAFTIAN على worldathletics.
2. Hassan TAFTIAN على olympics.
3. Hassan Taftian wins gold at Meeting Elite Indoor 2021 كانون الثاني 21.
4. Taftian aims to make history at 2019 IAAF Worlds .
5. Hassan Taftian علئ eurosport .
6. Iran’s Taftian wins 2020 Olympics quota.
7. Hassan Taftian pronunciation in Persian